# Giambattista Felice Zappi
Giambattista Felice Zappi, né à Imola en 1667 et mort à Rome le 30 juillet 1719, est un poète italien.

## Biographie
Giambattista Felice Zappi naquit en 1667, à Imola. Son père voulut que rien ne fût épargné pour son éducation, et le plaça de bonne heure au collège de Montalto à Bologne. Le jeune Zappi ne tarda point à y faire reconnaître la vivacité de son esprit, et surtout son talent pour la poésie. Ses essais en ce genre lui valurent dès l’âge de treize ans l’honneur d’être couronné de la main de Ulisse Giuseppe Gozzadini, depuis cardinal. Au sortir du collège, il alla à Rome étudier la jurisprudence, à laquelle son père le destinait ; et, quoiqu’il ne renonçât point à ses délassements littéraires, il fit des progrès dans la science du droit. Innocent XII, qui occupait la chaire de Saint-Pierre, distingua le mérite de Zappi, et lui confia les charges d’assesseur du tribunal d’agriculture et de fiscal de celui des rues. Les émoluments de ces places peu pénibles, joints à la fortune qu’il avait par lui-même, le mirent en état de se livrer à son goût favori. Il visitait les savants, les artistes, assistait aux séances des académies, se faisait recevoir à celle des Infecondi, et jetait les fondements de l’Académie d'Arcadie. Comme fondateur et comme poète élégant, Zappi brillait en première ligne dans cette réunion, où on le nommait Tirsi Leucasio, et où, d’après les statuts qui permettaient aux femmes poètes de faire partie de l’association, il introduisit la sienne sous le nom Aglauro Cidonia. Clément XII ayant fondé au Capitole l’Académie del Disegno, chargea Zappi du discours d’ouverture, honneur qui ne s’accordait qu’aux prélats ou à des personnages du premier rang. Zappi était de plus agrégé à l’Académie des Conciles, et y lut plusieurs fois des mémoires intéressants soit sur les conciles, soit sur des points douteux du dogme ou de l’histoire ecclésiastique. Enfin il était lié avec les hommes de l’Italie les plus distingués par leur goût et leurs écrits, tels que Guidi, Gigli, Crescimbeni, Filicaia, dont l’éloge se retrouve souvent dans ses poésies, et qui en revanche parle souvent de lui avec avantage. Zappi mourut à Rome le 30 juillet 1719, à l’âge de 52 ans, extrêmement regretté de tous ceux qui avaient été à même d’apprécier le charme de son talent poétique et l’aménité de son caractère.

## Œuvres
On n’a point songé jusqu’ici à recueillir ses fragments en prose. Mais on a réuni ses poésies en un petit volume, et elles ont eu nombre d’éditions, soit seules, soit accompagnées des pièces de vers de ses amis ou de celles des Arcades, ses confrères ; telle est celle de Venise, 1770, 2 vol. petit in-12. Ces poésies sont malheureusement fort peu nombreuses ; mais toutes sont de petits chefs-d’œuvre. Un grand nombre se trouvent citées soit dans les prosodies italiennes, soit dans les choix de lecture. Toutes mériteraient cet honneur. Il est impossible de voir un style plus pur, plus gracieux. Nulle tache, nulle aspérité : la lime en passant sur chaque vers a usé toutes les inégalités ; et Pétrarque lui-même n’a pas plus de perfection. D’où vient cependant que Zappi n’est point regardé comme un grand poète ? C’est que dans cette versification charmante il n’y a point d’âme ; non pas sans doute que la nature eût refusé au poète la sensibilité et l’enthousiasme ; mais jamais il ne s’y est abandonné. Académicien, berger, bel esprit, il ne voit dans tous les sujets qu’il aborde qu’un badinage ; ne le soupçonnez pas de cette monomanie d’un Virgile, d’un Homère, qui prennent fait et cause pour leurs héros, qui pleurent pour faire pleurer, et qui sans doute dans l’entraînement et sous le charme de la composition se sont plus d’une fois identifiés avec leurs personnages. Content d’avoir poli et conduit à la perfection la partie mécanique des vers, d’y avoir accumulé sensément la figure reçue, et l’ellipse ou la catachrèse de rigueur, Zappi évite avec un soin religieux tout ce qui pourrait émouvoir ou faire illusion. Au reste, il est juste de remarquer que toutes ces pièces, hormis une seule, étant fort courtes, il serait impossible, même au poète le plus habile dans l’art de communiquer ses sensations aux autres, de faire naître ou l’illusion ou l’émotion. Les œuvres de Zappi se composent :
- de cinquante-trois, ou si l’on veut cinquante-quatre sonnets, dont deux (50 et 50 bis), réunis dans la même pièce et sous un même numéro, sont séparés par trois stances de dix vers ;
- de deux Canzoni (la première, adressée à Louis XIV, n’est qu’une suite d’allégories, et se fait lire avec plaisir à cause de son originalité) ;
- de deux Églogues en rimes tierces entrelacées de couplets de diverses mesures (la seconde, intitulée Il Ferragosio, est l’ouvrage capital de Zappi) ;
- de Canzonette, Cantate et Poésies diverses.